# 巴尔加斯
巴尔加斯，是西班牙卡斯蒂利亚-拉曼恰托莱多省的一个市镇。总面积90平方公里，总人口7109人（2001年），人口密度79人/平方公里。